# Fedele di Como
Fedele (... – Sorico, III secolo) è stato un militare romano, l'evangelizzatore della Chiesa di Como, martire ai tempi delle persecuzioni di Diocleziano e Massimiano.

## Biografia

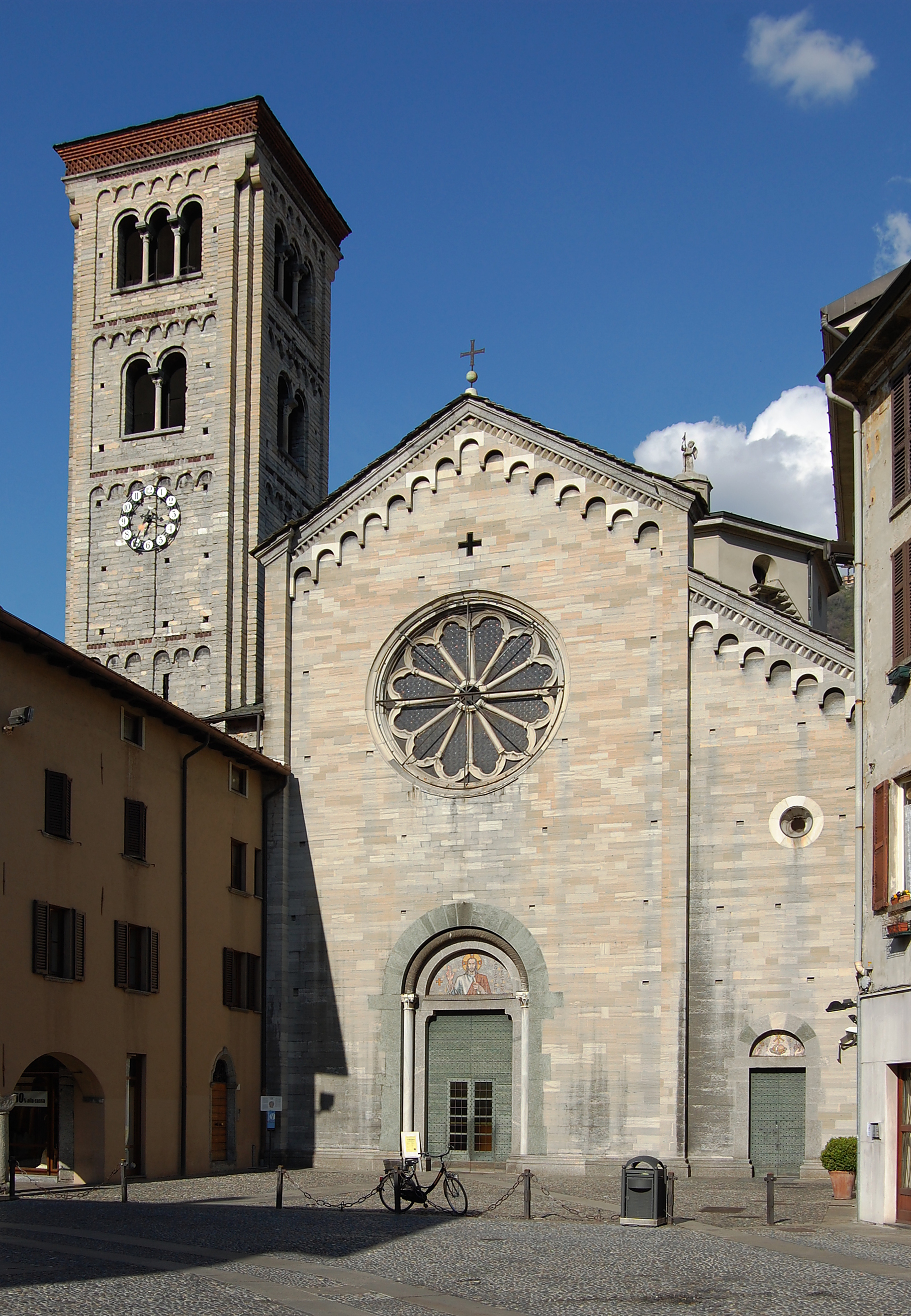
La basilica di San Fedele a Como.

Le notizie sul suo conto sono scarse e, in parte, contraddittorie.
Un primo elemento accertato è che egli sia stato convertito al Cristianesimo da Materno, poi vescovo di Milano dal 316 al 328.
Un secondo elemento accertato è che egli rivestisse un incarico di stato. Ciò poiché i primi editti di persecuzione furono particolarmente mirati all'esercito e alla amministrazione pubblica. D'altronde, una parte della tradizione lo ricorda come un soldato. Altre Vite lo raccontano a Milano intento a salvare un sopravvissuto della repressione della Legione Tebea (sant'Alessandro), che avrebbe aiutato a fuggire verso Como. Sarebbe, invece, da rifiutare una tradizione assai più tarda (riportata nel XVIII secolo ad Arona, luogo estraneo allo svolgersi dei fatti) che mischia i due elementi e identifica Fedele direttamente con un soldato della Legione Tebea.
Un terzo elemento riguarda la missione che Materno gli avrebbe affidato di evangelizzare il municipium di Como e la sua vasta provincia (Bellinzona, Valtellina etc.), ancora largamente pagana. Testimoniano, in questo senso, la grandissima e ininterrotta devozione a lui rivolta nella diocesi sin dall'Alto Medioevo.
Un quarto elemento riguarda il martirio, avvenuto sulle rive del lago di Como. Ennodio (morto del 521), narrando la vita di sant'Antonio di Lerino, ricorda che il suo primo rifugio fu presso la sepoltura di san Fedele (sepulchrum beati martiris Fidelis), nel punto in cui «il Lario depone la minaccia dei suoi bianchi arieti, quando la terra gli oppone il duro freno delle rive». La descrizione corrisponde all'antico punto terminale settentrionale del lago di Como (che, allora, non era diviso dall'attuale lago di Mezzola e, quindi, guadagnava circa 10 chilometri verso nord). Ed esattamente lì, nel 964, venne dissepolto un antico sacello, che conservava le reliquie del santo. Il sacello venne sostituito con l'ancora esistente oratorio di San Fedele sull'ultimo lembo costiero nord del comune di Sorico. Le reliquie vennero trasportate a Como e custodite nella chiesa a lui dedicata, già chiesa di Santa Eufemia. Al ritrovamento venne sempre attribuita particolare attendibilità, tant'è che nel 1572, Carlo Borromeo pretese (e ottenne) la traslazione solenne dei resti a Milano, nella nuova chiesa di San Fedele, nella omonima piazza della metropoli lombarda.
Una controprova deriva dalla pretesa della chiesa di Arona di conservare le reliquie di san Fedele (insieme a quelle dell'altro protomartire comense san Carpoforo), che fece sempre risalire il possesso ad una traslazione da Como, ad opera di un religioso che desiderava salvarle dalle continue guerre fra Como e Milano.

## Culto
Il suo culto nella diocesi di Como è attestato già dal V secolo.
Nel Martirologio Romano è ricordato il 28 ottobre: "Nei pressi di Como, san Fedele, martire".
Poiché surclassata dalla festa dei Santi Simone e Giuda imposta dal calendario romano, la Chiesa di Como fa memoria di san Fedele il 29 ottobre, ad eccezione delle parrocchie di cui è patrono, che lo festeggiano nel giorno esatto (28 ottobre).
San Fedele di Como è patrono di:
- Buglio in Monte (SO)
- Calusco d'Adda (BG)
- Castelnuovo Magra (SP)
- Longone al Segrino (CO)
- Mello (SO)
- Palazzolo sull'Oglio (BS)
- Plesio (CO)
- Poggiridenti (SO)
- Vico, frazione del comune di Edolo (BS)